# Rick Sánchez (personaje)
Richard «Rick» Sánchez(nacido el 20 de enero de 1962) es uno de los dos protagonistas homónimos de la serie de animación para adultos de Adult Swim, Rick y Morty. Creado por Justin Roiland y Dan Harmon, Sánchez es un científico alcohólico misántropo sinico y miserable, conocido por su comportamiento Temerario, nihilista, lenguaje soez y por su personalidad pesimista, el personaje ha sido bien recibido. Es un científico loco, sociopático, alcohólico y drogadicto que parece conocer todo en el universo y por lo tanto encuentra la vida una experiencia traumática ya que su enemigo (Rick Prime) asesino a su esposa y por simplemte no aceptar la propuesta de ser un dios. 
Sin embargo, a pesar de asumir que es la persona más inteligente del universo. Le tiene miedo a los piratas. Ha habido momentos en los que se ha equivocado. El desarrollo del personaje fue inspirado en Emmett «Doc» Brown de Back to the Future y por el Sr. Fantástico de Marvel Comics. 
El Consejo transdimensional de Ricks se refiere formalmente a él como Rick Sánchez C-137, en referencia a «C-137», su universo original y el cual destrullo con un bucle temporal, y a su vez al Cesio-137. Tanto Rick como Morty tienen la voz de Roiland. El volumen 1 de la serie de cómics de Rick y Morty sigue a los protagonistas de la dimensión C-132, mientras que la mayoría de los episodios de las siguientes entregas siguen a Rick y Morty de «C-137»; el videojuego Pocket Mortys sigue a Rick y Morty de C-123.

## Biografía del personaje
Rick es un brillante científico un tanto borracho que secuestra a su nieto Morty para tener aventuras en otros mundos y en dimensiones alternativas. Rick Sánchez de la dimensión de la Tierra C-137 es el padre de Beth Smith, y el abuelo de Morty Smith y Summer Smith. Se dice que estuvo alejado de su familia durante demasiados años antes de los acontecimientos del programa. Viaja frecuentemente en aventuras por el espacio y otros planetas y dimensiones con su nieto Morty. En la tercera temporada se revela que tiene más de 60 años. Rick es retratado como un científico loco; utilizando su destreza matemática y científica junto con apatía y cinismo egoísta, emerge a salvo de cualquier situación, sin importar las consecuencias de su autopreservación. Rick también, en algunos episodios, trata desesperadamente de recuperar a su familia después de perder su confianza. Los creadores querían que pareciera que tiene el control estratégicamente, pero no en absoluto cuando se trataba de asuntos personales.
En «The Ricks Must Be Crazy», Rick revela que alimenta su coche volador con una batería que contiene un universo en miniatura, o microverso, cuyos habitantes, sin saberlo, proporcionan la electricidad necesaria. Los habitantes dejan de hacerlo después de que uno de sus científicos hace lo mismo para su propio universo, y descubre que esto es lo que Rick ha hecho a su universo. Rick destruye sin piedad el universo en miniatura dentro de su propio universo en miniatura, matando a todos los que están dentro. Cerca del final del episodio, Rick sabe que su propio microverso alimentaría su batería, o bien se deshace del microverso y crea uno nuevo.
La inteligencia de Rick es retratada para trascender la de los seres metafísicos, como se demuestra en el episodio «Something Ricked This Way Comes», donde supera a Satanás.
Rick revela su desdén por el amor en el episodio «Rick Potion No. 9», en el que afirma que es «una reacción química que obliga a los animales a reproducirse». Cuando Rick y Morty mutan irreversiblemente a todos los humanos de la Tierra excepto a los miembros de su familia, abandonan su dimensión original, la Dimensión C-137 (y a su familia en esa dimensión), por una nueva. Rick localiza un universo en el que la versión alternativa de sí mismo ha deshecho el daño infligido por la poción de amor, pero donde los Rick y Morty de la nueva dimensión han sido asesinados, permitiendo que los Rick y Morty de C-137 ocupen su lugar. A pesar del trauma de Morty con respecto a este conocimiento, Rick no se preocupa por moverse a la nueva dimensión.
En el episodio «Close Rick-counters of the Rick Kind», después de que numerosos Ricks en dimensiones alternas son asesinados, el Consejo Trans-Dimensional de Ricks acusa a Rick C-137 y ordena que sea arrestado. Rick C-137 es capturado por un Rick «malvado», pero es salvado por una legión de Mortys de dimensiones alternativas liderada por Morty C-137.
En el estreno de la segunda temporada, «A Rickle in Time», Rick casi se sacrifica para salvar a Morty, pero salva su propia vida cuando se da cuenta de que hacerlo es posible. En el episodio «Get Schwifty», se revela que Rick estuvo una vez en una banda de rock llamada The Flesh Curtains, junto a Birdperson y Squanchy. En el episodio «Big Trouble in Little Sanchez», Rick transfiere su conciencia a un clon más joven de sí mismo, al que llama «Tiny Rick». Pronto se angustia en su nuevo cuerpo, y se las arregla para volver a su verdadera forma anterior, y asesina a una línea de otros clones que produjo. En el final de la segunda temporada, «The Wedding Squanchers», Rick y su familia asisten a la boda de Birdperson, donde este es traicionado y asesinado por su novia Tammy, una doble agente de la Federación Galáctica. La familia se ve obligada a habitar un planeta inusualmente pequeño pero similar a la Tierra, ya que no pueden regresar a la Tierra debido al estatus de Rick como criminal buscado. Rick se entrega a la Federación para permitir que su familia regrese a casa, y es encarcelado en un planeta prisión bajo los cargos de haber cometido «todo». Pero en el estreno de la tercera temporada, «The Rickshank Redemption», al eliminar el Consejo de Ricks mientras salvaba a Morty y Summer, se revela que Rick se entregó para acceder a la supercomputadora de la Federación y acabar con ella financieramente. Rick también convence indirectamente a Beth de que se divorcie de Jerry por intentar convencer a la familia de que lo venda.
El episodio de estreno de la tercera temporada, «The Rickshank Rickdemption», muestra un posible origen de Rick, en el que era un científico bienintencionado que amaba a su esposa Diane y a su hija Beth, pero tuvo un encuentro con un miembro del Consejo de Ricks durante sus pruebas iniciales de un prototipo de la pistola portal interdimensional, que le ofreció el secreto para crear el dispositivo y unirse al Consejo. Poco después de su negativa, y su promesa de abandonar la ciencia para siempre, se envió una bomba a través de un portal, matando a Diane y Beth. Rick afirma que se trataba de una memoria falsa que creó para engañar a su interrogador e implantar un virus en el dispositivo de lectura de mentes al que estaba conectado, permitiéndole secuestrar su cuerpo y escapar de la prisión de la Federación. Al final del episodio, Rick insiste de nuevo, en un desvarío a Morty, en que la muerte de su esposa e hija fue un recuerdo falso.
El latiguillo de Rick es «Wubba Lubba Dub-Dub», introducido por primera vez en el episodio «Meeseeks and Destroy». En el idioma nativo de Birdperson, el latiguillo se traduce como «Estoy sufriendo. Por favor, ayúdame».

## Personalidad
En el piloto se revela que Rick es ateo, mientras le dice a Summer que «no hay Dios». Harmon ha dicho que «anarquista» es un descriptor ideológico cercano a Rick. En «The Rickshank Redemption» Rick profesa su anhelo por la salsa Szechuan que una vez estuvo disponible en McDonald's como artículo promocional de la película Mulan de 1998.
Justin Roiland, uno de los creadores y productores ejecutivos del programa, ha declarado que Rick es pansexual. Esto se mostró en «Auto Erotic Assimilation», cuando Rick se conecta con Unity, una examante que es una mente colectiva de individuos del planeta que ocupan. Unity mencionó no saber a donde estaban 'los mineros' con quienes estaba Rick, demostrando su implícita inclinación hacia el sexo masculino (aunque el personaje se demuestre como heterosexual en la mayoría de ocasiones).

## Desarrollo
El personaje fue creado por Justin Roiland y Dan Harmon, que se conocieron en el Canal 101 (Estados Unidos) a principios de la década de los 2000. En 2006, Roiland creó The Real Animated Adventures of Doc and Mharti, un corto animado que parodia a los personajes de Back to the Future, Doc Brown y Marty McFly, y el precursor de Rick y Morty. La idea de Rick y Morty, en la forma de Doc y Mharti fue llevada a Adult Swim, y se desarrollaron las ideas de un elemento familiar y de que Rick fuera el abuelo de Morty. Roiland considera que su voz para Rick es una «horrible imitación maníaca de Doc Brown».

## Recepción
El personaje ha recibido una recepción positiva. Hablando de la relación y simpatía de Rick, Dan Harmon declaró que «todos hemos sido Rick. Pero Rick realmente tiene peces más grandes que freír que nadie. Él entiende todo mejor que nosotros. Así que le das el derecho a ser hastiado, despectivo, narcisista y sociópata». Emily Gaudette, de Inverse, escribió que los fanáticos han «llegado a amar a Rick durante dos temporadas de desventuras».
David Sims, de The Atlantic, señaló la «amarga amoralidad» de Rick y calificó al personaje de «un genio que piensa cómodamente en sí mismo como el hombre más inteligente del universo y que solo se baja por su empatía hacia los demás, que trata de suprimir en la medida de lo posible», por lo que escribió que el desinterés de Rick al final del episodio «The Wedding Squanchers» es «el giro posible más sorprendente». Zack Handlen, de The A.V. Club, escribió que «el hecho de que Rick se diera cuenta lentamente de que amaba a sus nietos y a su hija (y toleraba a su yerno) sin importar cuántas veces les insultara, ayudó a dar al personaje la profundidad necesaria», y que «detrás de todos los latiguillos y energía enloquecida... hay algo muerto, triste y jodido en el tipo».

### En la cultura popular
En el primer episodio de la tercera temporada, «The Rickshank Redemption», Rick muestra un interés significativo en la salsa Szechuan e insiste en que su motivación en la vida es «encontrar que la salsa McNugget» causó un interés público en que la salsa sea reintegrada en el menú de McDonald's, con algunos fanáticos tratando de recrear la salsa ellos mismos. Según USA Today, la portavoz de McDonald's, Terri Hickey, declaró que «Nunca decimos nunca, porque cuando nuestros clientes hablan, escuchamos. Y parafraseando a algunos de nuestros más entusiastas fanáticos, nuestra salsa es tan buena que valdría la pena esperar 9 temporadas o 97 años».
En marzo de 2019, el director de Godzilla: King of the Monsters, Michael Dougherty, confirmó que el personaje del criptógrafo de Monarch, el Dr. Rick Stanton, interpretado por Bradley Whitford, estaba basado en Rick Sánchez de Rick y Morty, y que Dougherty había hecho que el personaje «bebiera mucho» para mantenerlo en línea con el espíritu de Sánchez.

## Transformaciones de Rick
Rick base 
Rick pepinillo
Rick tóxico